# Структурна теорія автоматів
Структурна теорія автоматів — розділ теорії автоматів, який розглядає способи утворення складних автоматів із простіших.
На відміну від абстрактної теорії автоматів, в структурній теорії автоматів вхідні і вихідні канали розглядаються які такі, що, взагалі кажучи, складаються із декількох елементарних каналів, якими можуть передаватись елементарні сигнали.  Сукупність всіх елементарних сигналів утворює структурний алфавіт.  Вхідні і вихідні сигнали автоматів є наборами елементарних сигналів.  Таким чином, вхідні і вихідні алфавіти автоматів, які розглядаються в структурній теорії, є декартовими ступенями структурного алфавіту.  Елементи таких алфавітів мають назву структурних сигналів (символи).  Як структурний алфавіт найчастіше використовують двійковий структурний алфавіт, що складається із двох сигналів «0» та «1».